# Hans-Joachim Rauschenbach

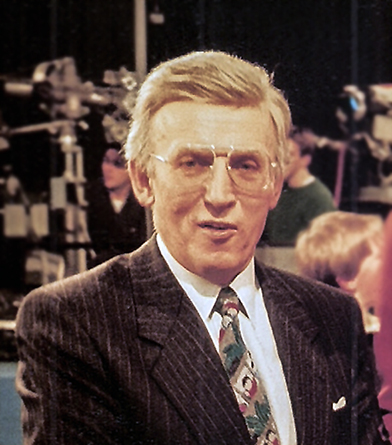
Hans-Joachim Rauschenbach (1988)

Hans-Joachim „Hajo“ Rauschenbach (* 2. Mai 1923 in Dresden; † 15. Dezember 2010 in Michelstadt) war ein deutscher Sportreporter.

## Werdegang
Rauschenbach begann seine Laufbahn 1945 als Volontär bei der Fuldaer Volkszeitung, ehe er 1957 zum Hessischen Rundfunk wechselte. Zunächst arbeitete er beim Hörfunk, ab 1961 auch im Fernsehen. Später moderierte er die Hessenschau und berichtete im Wiesbadener Studio aus dem Hessischen Landtag. Zudem war er jahrelang Moderator der wöchentlichen Sportsendungen Sportkalender.
Insgesamt war er mehr als 30 Jahre für die ARD tätig. Rauschenbachs Spezialgebiete als Sportreporter waren Boxen, das er früher selbst ausgeübt hatte, Tanzsport und Eiskunstlauf. In der ARD moderierte er unter anderem die Sportschau.
Im Jahr 1990 wechselte Rauschenbach zu Eurosport, weil einige politische Anspielungen in seinen Kommentaren zum Sportgeschehen als zu konservativ bewertet worden waren („Die wollten mich mundtot machen, weil ich nicht ins rot-grüne Schema passte.“). Er beendete seine berufliche Laufbahn beim Deutschen Sportfernsehen, heute Sport1. Dort moderierte er die sehr einfach produzierte und inszenierte Sendung Box Classics. Zu den einzelnen Sendungen wurden ehemalige deutsche Box-Größen eingeladen. Einige, wie Peter Weiland oder Max Resch erschienen mit auffälligen und unpassenden Toupets, offenbar um den Toupetträger Rauschenbach aufzuziehen, dies wurde quasi zu einem Running-Gag der Sendung.
Hans-Joachim Rauschenbach galt in der Sportreporterszene als „Metaphern-Guru“. Über die Preisrichter beim Eiskunstlauf sagte er einmal: „Mit Preisrichtern ist es wie mit Pilzen – auf einen guten kommen zehn schlechte.“ Während einer Kür der Schweizer Eiskunstläuferin Karin Iten kommentierte er: „Wer als Zwiebel geboren ist, der kann nicht wie eine Rose blühen.“ Die meisten Bonmots, die er in seinen Reportagen verwendete, seien ihm spontan eingefallen.
Rauschenbach hatte zwei Söhne aus erster Ehe.

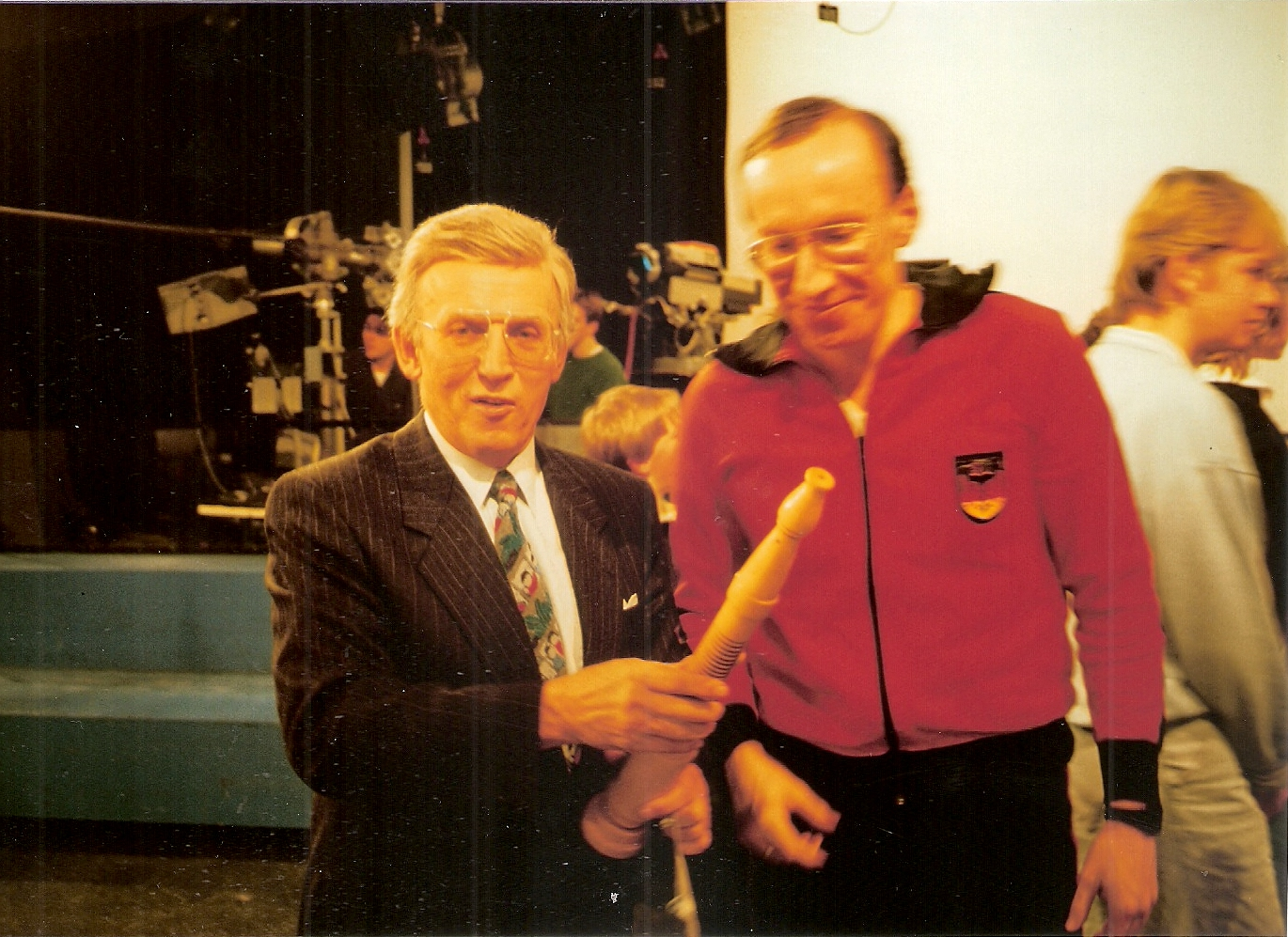
Hans-Joachim Rauschenbach (links) mit Franz-Josef Sehr in der HR-Fernsehsendung „Sportkalender“ 1988